# Mistrzostwa Europy U-21 w Piłce Nożnej 2009 (eliminacje)
Eliminacje do Mistrzostw Europy U-21 w piłce nożnej rozpoczęły się 31 maja 2007, a zakończyły się 15 października 2008. Wyłoniły siedem drużyn, które obok gospodarza, reprezentacji Szwecji zagrają w turnieju finałowym w dniach 15-29 czerwca 2009.

## Faza grupowa

### Podział na grupy
Drużyny zostały podzielone na 1 grupę po sześć i dziewięć grup po pięć zespołów.
| Grupa 1                                                 | Grupa 2                                     | Grupa 3                                        | Grupa 4                                  | Grupa 5                                        |
| ------------------------------------------------------- | ------------------------------------------- | ---------------------------------------------- | ---------------------------------------- | ---------------------------------------------- |
| Włochy Chorwacja Grecja Albania Wyspy Owcze Azerbejdżan | Turcja Ukraina Czechy Armenia Liechtenstein | Anglia Portugalia Czarnogóra Bułgaria Irlandia | Hiszpania Rosja Polska Kazachstan Gruzja | Szwajcaria Holandia Norwegia Macedonia Estonia |

| Grupa 6                                | Grupa 7                               | Grupa 8                                | Grupa 9                                             | Grupa 10                                         |
| -------------------------------------- | ------------------------------------- | -------------------------------------- | --------------------------------------------------- | ------------------------------------------------ |
| Finlandia Dania Szkocja Słowenia Litwa | Austria Belgia Słowacja Islandia Cypr | Serbia Białoruś Węgry Łotwa San Marino | Niemcy Izrael Irlandia Północna Mołdawia Luksemburg | Walia Francja Rumunia Bośnia i Hercegowina Malta |

W przypadku równej liczby punktów, zespoły są klasyfikowane według następujących zasad.
1. liczba punktów zdobytych w meczach między tymi drużynami
2. różnica bramek strzelonych w meczach tych drużyn
3. liczba strzelonych bramek
4. gole na wyjeździe.

Jeśli mimo wszystko dwie lub więcej drużyn ma tę samą liczbę punktów, rozstrzygają kolejno:
1. różnica wszystkich strzelonych i straconych goli
2. liczba strzelonych goli
3. liczba goli na wyjeździe
4. gra fair play[1]

### Legenda do tabelek
- Pkt – liczba punktów
- M – liczba meczów
- W – wygrane
- R – remisy
- P – porażki
- Br+ – bramki zdobyte
- Br- – bramki stracone
- +/- – różnica bramek

### Grupa 1
| Reprezentacja    | M  | W | R | P | Br+ | Br- | +/- | Pkt. |
| ---------------- | -- | - | - | - | --- | --- | --- | ---- |
| Włochy U-21      | 10 | 7 | 3 | 0 | 21  | 5   | +16 | 24   |
| Chorwacja U-21   | 10 | 7 | 1 | 2 | 20  | 12  | +8  | 22   |
| Grecja U-21      | 10 | 5 | 3 | 2 | 20  | 13  | +7  | 18   |
| Albania U-21     | 10 | 3 | 3 | 4 | 10  | 13  | −3  | 12   |
| Wyspy Owcze U-21 | 10 | 1 | 1 | 8 | 5   | 18  | −13 | 4    |
| Azerbejdżan U-21 | 10 | 0 | 3 | 7 | 6   | 21  | −15 | 3    |

### Grupa 2
| Reprezentacja      | M | W | R | P | Br+ | Br- | +/- | Pkt. |
| ------------------ | - | - | - | - | --- | --- | --- | ---- |
| Turcja U-21        | 8 | 6 | 1 | 1 | 18  | 6   | +12 | 19   |
| Ukraina U-21       | 8 | 5 | 0 | 3 | 16  | 7   | +9  | 15   |
| Czechy U-21        | 8 | 4 | 2 | 2 | 19  | 5   | +14 | 14   |
| Armenia U-21       | 8 | 3 | 1 | 4 | 8   | 16  | −8  | 10   |
| Liechtenstein U-21 | 8 | 0 | 0 | 8 | 4   | 31  | −27 | 0    |

### Grupa 3
| Reprezentacja   | M | W | R | P | Br+ | Br- | +/- | Pkt. |
| --------------- | - | - | - | - | --- | --- | --- | ---- |
| Anglia U-21     | 8 | 7 | 1 | 0 | 17  | 1   | +16 | 22   |
| Portugalia U-21 | 8 | 4 | 2 | 2 | 13  | 7   | +6  | 14   |
| Czarnogóra U-21 | 8 | 2 | 2 | 4 | 5   | 12  | −7  | 8    |
| Bułgaria U-21   | 8 | 2 | 1 | 5 | 4   | 9   | −5  | 7    |
| Irlandia U-21   | 8 | 1 | 2 | 5 | 4   | 14  | −10 | 5    |

### Grupa 4
| Reprezentacja   | M | W | R | P | Br+ | Br- | +/- | Pkt. |
| --------------- | - | - | - | - | --- | --- | --- | ---- |
| Hiszpania U-21  | 8 | 8 | 0 | 0 | 21  | 2   | +19 | 24   |
| Rosja U-21      | 8 | 5 | 0 | 3 | 14  | 6   | +8  | 15   |
| Polska U-21     | 8 | 3 | 0 | 5 | 9   | 11  | −2  | 9    |
| Kazachstan U-21 | 8 | 2 | 0 | 6 | 9   | 18  | −9  | 6    |
| Gruzja U-21     | 8 | 2 | 0 | 6 | 6   | 22  | −16 | 6    |

### Grupa 5
| Reprezentacja           | M | W | R | P | Br+ | Br- | +/- | Pkt. |
| ----------------------- | - | - | - | - | --- | --- | --- | ---- |
| Szwajcaria U-21         | 8 | 5 | 1 | 2 | 16  | 5   | +11 | 16   |
| Holandia U-21           | 8 | 5 | 1 | 2 | 10  | 3   | +7  | 16   |
| Norwegia U-21           | 8 | 3 | 3 | 2 | 7   | 6   | +1  | 12   |
| Macedonia Północna U-21 | 8 | 2 | 3 | 3 | 5   | 6   | −1  | 9    |
| Estonia U-21            | 8 | 1 | 0 | 7 | 1   | 19  | −18 | 3    |

### Grupa 6
| Reprezentacja  | M | W | R | P | Br+ | Br- | +/- | Pkt. |
| -------------- | - | - | - | - | --- | --- | --- | ---- |
| Finlandia U-21 | 8 | 6 | 1 | 1 | 11  | 6   | +5  | 19   |
| Dania U-21     | 8 | 5 | 1 | 2 | 13  | 4   | +9  | 16   |
| Szkocja U-21   | 8 | 5 | 1 | 2 | 17  | 6   | +11 | 16   |
| Słowenia U-21  | 8 | 1 | 2 | 5 | 4   | 13  | −9  | 5    |
| Litwa U-21     | 8 | 0 | 1 | 7 | 2   | 18  | −16 | 1    |

### Grupa 7
| Reprezentacja | M | W | R | P | Br+ | Br- | +/- | Pkt. |
| ------------- | - | - | - | - | --- | --- | --- | ---- |
| Austria U-21  | 8 | 6 | 2 | 0 | 12  | 6   | +6  | 20   |
| Belgia U-21   | 8 | 3 | 2 | 3 | 13  | 11  | +2  | 11   |
| Słowacja U-21 | 8 | 2 | 4 | 2 | 13  | 12  | +1  | 10   |
| Islandia U-21 | 8 | 1 | 4 | 3 | 6   | 9   | −3  | 7    |
| Cypr U-21     | 8 | 2 | 0 | 6 | 9   | 15  | −6  | 6    |

### Grupa 8
| Reprezentacja   | M | W | R | P | Br+ | Br- | +/- | Pkt. |
| --------------- | - | - | - | - | --- | --- | --- | ---- |
| Serbia U-21     | 8 | 5 | 2 | 1 | 24  | 5   | +19 | 17   |
| Białoruś U-21   | 8 | 5 | 2 | 1 | 15  | 5   | +10 | 17   |
| Węgry U-21      | 8 | 4 | 0 | 4 | 14  | 13  | +1  | 12   |
| Łotwa U-21      | 8 | 3 | 2 | 3 | 6   | 6   | 0   | 11   |
| San Marino U-21 | 8 | 0 | 0 | 8 | 1   | 31  | −30 | 0    |

### Grupa 9
| Reprezentacja          | M | W | R | P | Br+ | Br- | +/- | Pkt. |
| ---------------------- | - | - | - | - | --- | --- | --- | ---- |
| Niemcy U-21            | 8 | 5 | 2 | 1 | 24  | 3   | +21 | 17   |
| Izrael U-21            | 8 | 5 | 2 | 1 | 16  | 5   | +11 | 17   |
| Irlandia Północna U-21 | 8 | 4 | 0 | 4 | 13  | 12  | +1  | 12   |
| Mołdawia U-21          | 8 | 4 | 0 | 4 | 6   | 8   | −2  | 12   |
| Luksemburg U-21        | 8 | 0 | 0 | 8 | 1   | 32  | −31 | 0    |

### Grupa 10
| Reprezentacja             | M | W | R | P | Br+ | Br- | +/- | Pkt. |
| ------------------------- | - | - | - | - | --- | --- | --- | ---- |
| Walia U-21                | 8 | 6 | 0 | 2 | 20  | 6   | +14 | 18   |
| Francja U-21              | 8 | 5 | 2 | 1 | 16  | 5   | +11 | 17   |
| Rumunia U-21              | 8 | 4 | 3 | 1 | 11  | 5   | +6  | 15   |
| Bośnia i Hercegowina U-21 | 8 | 1 | 1 | 6 | 7   | 17  | −10 | 4    |
| Malta U-21                | 8 | 1 | 0 | 7 | 3   | 24  | −21 | 3    |

## Faza play-off
Pierwsze mecze odbędą się 10-11 października, a rewanże 14-15 listopada 2008.

### Tabela najlepszych wicemistrzów
W przypadku grup 1 i 2, do rankingu są wliczane tylko wyniki meczów z pięcioma najlepszymi drużynami.
| Grupa | Reprezentacja   | M | W | R | P | Br+ | Br- | +/- | Pkt. | Uwagi |
| ----- | --------------- | - | - | - | - | --- | --- | --- | ---- | ----- |
| 10    | Francja U-21    | 8 | 5 | 2 | 1 | 16  | 5   | +11 | 17   |       |
| 9     | Izrael U-21     | 8 | 5 | 2 | 1 | 16  | 5   | +11 | 17   |       |
| 8     | Białoruś U-21   | 8 | 5 | 2 | 1 | 15  | 5   | +10 | 17   |       |
| 6     | Dania U-21      | 8 | 5 | 1 | 2 | 13  | 4   | +9  | 16   |       |
| 5     | Holandia U-21   | 8 | 5 | 1 | 2 | 10  | 3   | +7  | 16   |       |
| 1     | Chorwacja U-21* | 8 | 5 | 1 | 2 | 16  | 10  | +6  | 16   |       |
| 2     | Ukraina U-21    | 8 | 5 | 0 | 3 | 16  | 7   | +9  | 15   |       |
| 4     | Rosja U-21      | 8 | 5 | 0 | 3 | 14  | 6   | +8  | 15   |       |
| 3     | Portugalia U-21 | 8 | 4 | 2 | 2 | 13  | 7   | +6  | 14   |       |
| 7     | Belgia U-21     | 8 | 3 | 2 | 3 | 13  | 11  | +2  | 11   |       |

Stan na 15 października 2008.
Uwagi
- a – Drużyna nie ma zagwarantowanego drugiego miejsca w grupie
- b – Drużyna na ostatnim miejscu może się zmienić, więc bilans meczów wicemistrza również może się pogorszyć lub polepszyć.

### Zasady kwalifikowania[1]
1. Liczba punktów
2. Różnica bramek
3. Liczba strzelonych goli
4. Gole strzelone na wyjeździe
5. Gra fair play w meczach grupowych
6. Losowanie

### Mecze
| Zespół 1   | Wynik            | Zespół 2  | 1 mecz | 2 mecz |
| ---------- | ---------------- | --------- | ------ | ------ |
| Niemcy     | 2 – 1            | Francja   | 1 – 1  | 1 – 0  |
| Dania      | 0 – 2            | Serbia    | 0 – 1  | 0 – 1  |
| Turcja     | 1 – 2            | Białoruś  | 1 – 0  | 0 – 2  |
| Austria    | 3 – 3 (k. 2 – 4) | Finlandia | 2 – 1  | 1 – 2  |
| Walia      | 4 – 5            | Anglia    | 2 – 3  | 2 – 2  |
| Włochy     | 3 – 1            | Izrael    | 0 – 0  | 3 – 1  |
| Szwajcaria | 3 – 4            | Hiszpania | 2 – 1  | 1 – 3  |

## Najlepsi strzelcy
| Poz. | Gole | Zawodnik                   | Reprezentacja   |
| ---- | ---- | -------------------------- | --------------- |
| 1    | 7    | Chedwyn Evans              | Walia U-21      |
| =    | 7    | Rouwen Hennings            | Niemcy U-21     |
| 3    | 6    | Lazaros Christodoulopoulos | Grecja U-21     |
| =    | 6    | Antonis Petropoulos        | Grecja U-21     |
| =    | 6    | Eren Derdiyok              | Szwajcaria U-21 |
| =    | 6    | Gojko Kačar                | Serbia U-21     |
| 7    | 5    | Adam Szalai                | Węgry U-21      |
| =    | 5    | Xheyahir Sukaj             | Albania U-21    |